# Voldemārs Irbe
Pour les articles homonymes, voir Irbe.
Voldemārs Irbe dit Irbīte ou Irbītis (né le 13 novembre 1893 à Beļavas pagasts dans le Gouvernement de Livonie – mort le 10 octobre 1944 à Riga en Lettonie) est un peintre réaliste letton. Il a été surnommé "Barefoot Irbite" ("Irbite pieds nus") pour son habitude de se promener pieds nus,.

## Biographie
Voldemārs Irbe est né dans la famille profondément religieuse des adeptes de l'Église orthodoxe de Lettonie. En 1908-1909, il étudiait en cours du soir organisés par la Société de peintres décorateurs à Riga, où parmi ses maîtres il y avait Jānis Kuga et Burkards Dzenis. En 1908-1909, il a poursuivi sa formation à l'atelier de Jūlijs Madernieks.
Il a commencé à participer aux expositions en 1914. Il entreprend le pèlerinage en Terre sainte, à pieds. Il arrive, en passant par Saint-Pétersbourg, Moscou, Novotcherkassk, Novorossiisk, jusqu'à la chaine des montagnes du Caucase, puis, rejoint Soukhoumi. Il est contraint de rebrousser le chemin à cause des opérations militaires de la Première Guerre mondiale.
De retour à Riga en 1919, Irbe pendant une courte période travaille comme professeur de dessin dans trois écoles. Cette même année, il participe à l'exposition rétrospective des peintres lettons. Irbe a refusé d'effectuer le service militaire par conviction religieuse ou philosophique. Finalement, il en a été exempt.
Son atelier se trouvait au numéro 103 rue Brīvības de la capitale. Ses expositions personnelles ont eu lieu en 1923, 1932, 1934, 1936. Irbe est principalement connu pour ses paysages des faubourgs de Riga, de Jūrmala et de Tukums. Il a également peint les scènes de la vie quotidienne, quelques portraits et natures mortes.
Irbe a illustré le livre Le Chevalier Gluck de Ernst Theodor Amadeus Hoffmann des éditions Zelta Ābele. Il est l'auteur des fresques de l'Église orthodoxe de l'Ascension du Christ de Riga.
L'artiste fut tué lors d'un tir d'obus sur Riga pendant la Seconde Guerre mondiale. Il est inhumé au cimetière Miķeļa kapi. Deux expositions commémoratives de ses œuvres ont eu lieu après sa mort (1968, 1979). Un monument à son effigie a été érigé près du Théâtre Dailes en 1999.